# 梅叔鸞

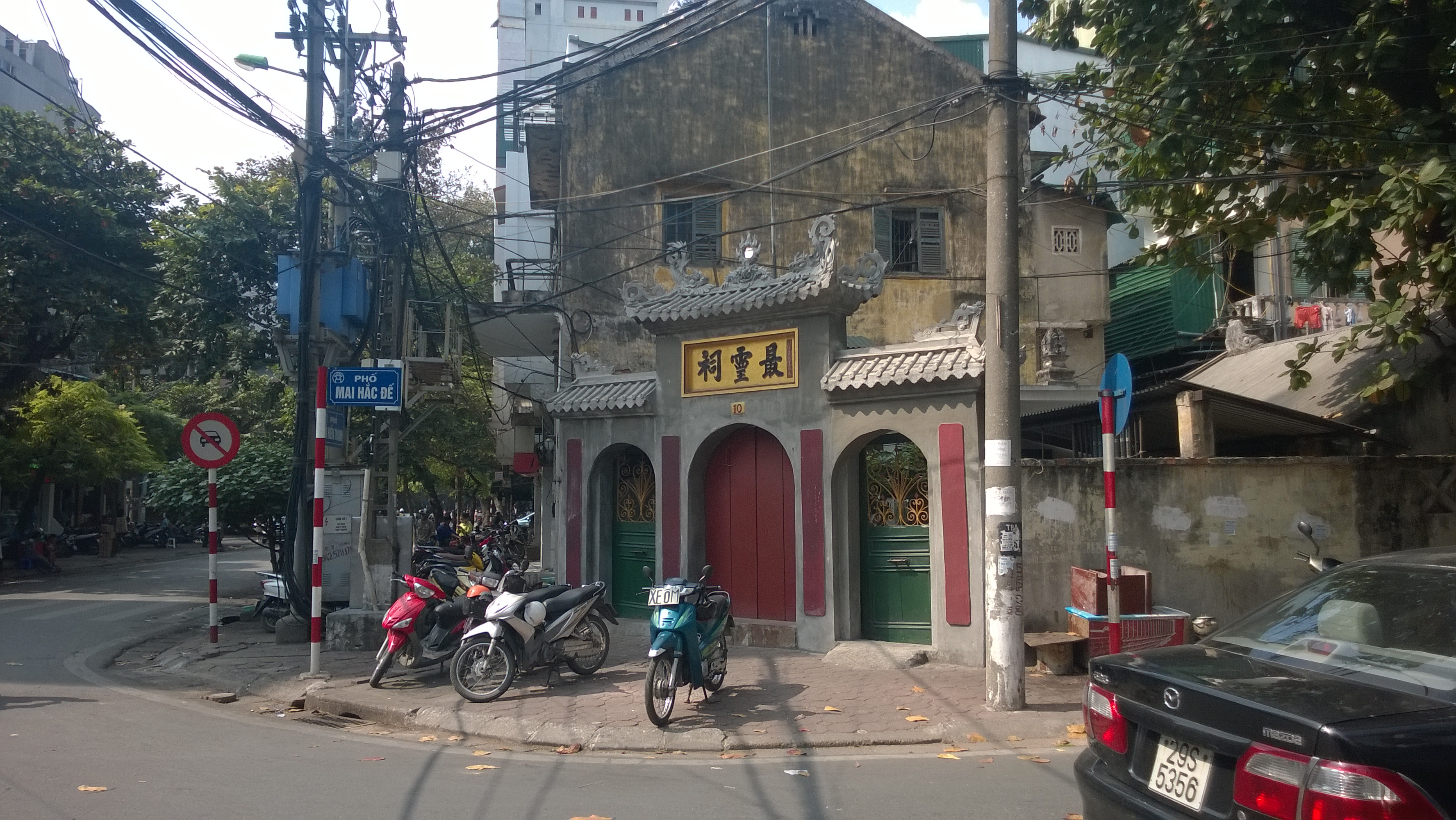
マイ・ハック・デ寺の門（ハイバーチュン区）

梅 叔鸞（ばい しゅくらん、マイ・トゥック・ロアン、ベトナム語：Mai Thúc Loan / 梅叔鸞）は、唐代の安南の反乱指導者。ベトナム史において唐に抵抗した人物として名を残している。『旧唐書』では梅 玄成（マイ・フイエン・タイン、ベトナム語：Mai Huyền Thành / 梅玄成）と記される。黒帝を自称したため梅黒帝（マイ・ハック・デ、ベトナム語：Mai Hắc Đế / 梅黑帝）とも史称される。

## 生涯
枚埠地方（現在のハティン省ロックハ県マイフー社）の貧家に生まれ、後に驩州の玉征（現在のゲアン省ナムダン県）に移った。長期にわたる肉体労働のため、四肢は頑健、肌の色は浅黒くなったという。
武徳7年（624年）に唐が交州都護府を設置して以降、当時の安南は唐に隷属する期間が続いた。貢租賦役の負担は重く、現地の人々の唐に対する鬱積は蓄積していた。開元10年（722年）、官貢品の茘枝を輸送中に農民の不満は頂点に達し、これを機に梅叔鸞は沙南を根拠地として武装蜂起し、唐に対して不満を持っていた多くの農民がこれに加わった。後に藍江沿いの衛山付近（現在のナムダン県ヴァンディエン社）に万安城を建て、帝を称してここに都を置いた。梅叔鸞は、驩州都督府や山岳部の少数民族の酋長、また隣国の林邑や真臘と連携し、北上して安南都護府の治所があった宋平を攻め落とした。これによって安南は唐の支配から一時脱した。
その後、宋之悌（宋之問の弟）の拠る驩州を包囲中に、楊思勗を司令官とする十万の唐軍の攻撃を受けて大敗し、宋平を奪回されて紅河デルタから藍江沿いの森に転戦したが、万安城も陥とされ、梅叔鸞は戦死した。残党は梅叔鸞の三男の梅叔輝を擁立した（梅少帝）が、翌開元11年（723年）に唐軍に捕らえられて殺された。その後、梅叔輝の双子の兄弟の梅奇山が後を継ぐ（白頭帝）が、梅奇山も同年に戦いで毒を受けて死亡したという。